# Каспан
Каспан (каз. Қаспан) — село в Кербулакском районе Жетысуской области Казахстана. Административный центр Каспанского сельского округа. Находится на реке Биже. Код КАТО — 194647100.

## Население
В 1999 году население села составляло 829 человек (414 мужчин и 415 женщин). По данным переписи 2009 года, в селе проживали 994 человека (523 мужчины и 471 женщина).